# Wolfgang Eras
Wolfgang Hermann Eras, född 14 april 1843 i Schönfeld vid Großenhain, död 19 december 1892, var en tysk nationalekonom.
Eras utnämndes 1871 till sekreterare vid handelskammaren i Breslau. Han författade bland annat Vier Zeitfragen aus dem Gebiete der Volkswirthschaft und Gesetzgebung (1870), Handelspolitische Aufgaben nach dem Krieg (1871), Aus der Praxis, volkswirtschaftliche Studien und Skizzen (1872) och Das Reichsbahnprojekt etc. (1876).